# Костенурката
Костенурката е връх в Калоферска планина, централна Стара Планина. Висок е 2034 м.

## Местоположение
Върхът следва източно от връх Голям Купен, след преминаването на масива на Кръстците (Малък Кръстец, после Голям Кръстец). Ограничен е от запад от така наречената Видимска пътека – използвана и до днес от пастирите. Намира се по билния маршрут х. Добрила – връх Ботев, който се движи по вододелното било на Троянска планина и Калоферска планина.

## Име
Върхът се нарича така, защото гледан от юг – откъм хижа Васил Левски наподобява костенурка, подала глава от корубата си.

## Туризъм
- Не се препоръчва за използване през зимата, защото е лавиноопасен.
- За алпинистите представлява траверс от ІV б категория на трудност.
- Част е от прехода Ком-Емине.

### Маршрути
Върхът се изкачва като част от зимния алпийски траверс х. Добрила – Връх Ботев.